# Galoisova teorie

Na levé straně je diagram tělesa získaného přidáním kladných druhých odmocnin z 2 a 3 k tělesu Q a jeho podtěles; na pravé straně je diagram odpovídajících Galoisových grup.

Galoisova teorie je oblast algebry, která zkoumá vztahy mezi kořeny polynomů a jejich symetriemi, které lze vyjádřit pomocí grup permutací. Tyto tzv. Galoisovy grupy hrají klíčovou roli při řešení algebraických rovnic.
Galoisova teorie odkrývá hluboké spojení mezi teorií komutativních těles a teorií grup, jež umožňuje převádět problémy týkající se těles na snáze uchopitelné problémy teorie grup. Lze tak například rozhodnout, zda je určitá polynomiální rovnice řešitelná pomocí radikálů (tj. pomocí odmocnin, násobení, sčítání a odčítání). Významným výsledkem je poměrně přímočarý důkaz Abelovy-Ruffiniho věty, která říká, že polynomy stupně pět a víc obecně nelze řešit pomocí radikálů. Galoisova teorie má široké využití v různých oblastech matematiky, jako je algebraická geometrie, teorie čísel a algebraická topologie. Pomocí Galoisovy teorie lze také analyzovat konstrukční problémy v geometrii, například klasické problémy konstrukcí pomocí pravítka a kružítka.
Galoisovu teorii založil Évariste Galois na počátku 19. století. Galois objevil, že symetrie mezi kořeny polynomů, které popisujeme pomocí grup, jsou zásadní pro pochopení algebraických rovnic. Jeho práce vedla ke vzniku celé oblasti matematiky zvané teorie grup, která se dnes používá nejen v algebře, ale také v dalších oblastech matematiky a fyziky.

## Základní myšlenka
Výchozí otázka Galoisovy teorie byla: Kdy můžeme najít kořeny polynomu pomocí algebraických operací (sčítání, násobení, dělení) a odmocnin? Při jejím řešení lze vyjít z toho, že každý polynom definuje určité číselné těleso, které zahrnuje jak jeho koeficienty, tak jeho kořeny (konkrétně tzv. rozkladové těleso, nejmenší těleso obsahující všechny kořeny daného polynomu). Toto těleso je důležité proto, že v rámci něj se pohybujeme, pokud se polynom snažíme vyřešit pomocí algebraických početních operací.
Myšlenka Galoisovy teorie spočívá v tom, že zkoumáme symetrie kořenů polynomu. Přesněji řečeno analyzujeme taková zobrazení rozkladového tělesa na sebe sama (tzv. automorfismy), která zachovávají algebraické operace (sčítání a násobení); jsou to tedy způsoby, jak přeuspořádat prvky tělesa, aniž bychom narušili jeho algebraickou strukturu. Automorfismy, odpovídající permutacím kořenů, které zachovávají algebraické operace na rozkladovém tělese, tvoří grupu: lze je totiž skládat, složení dvou automorfismů je zase automorfismus a lze ověřit, že operace skládání automorfismů plní definici grupy. Tato grupa automorfismů rozkladového tělesa se nazývá v tomto kontextu Galoisova grupa.
Galoisův klíčový objev je, že struktura této grupy je spjatá s vlastnostmi rozkladového tělesa, konkrétně s tím, zda můžeme polynom řešit pomocí odmocnin. Pokud je Galoisova grupa dostatečně jednoduchá (tzv. řešitelná, což závisí na struktuře této grupy), znamená to, že kořeny polynomu můžeme najít pomocí elementárních algebraických operací a odmocnin. „Složitost“ Galoisovy grupy totiž odpovídá „složitosti“ rozkladového tělesa; a čím je rozkladové těleso „složitější“, tím obtížněji se hledají kořeny polynomu.
Galoisova teorie díky této souvislosti umožňuje posoudit možnost řešení polynomu pomocí algebraických operací a odmocnin na základě toho, jaká je struktura Galoisovy grupy tohoto polynomu. Pokud je tato grupa řešitelná, kořeny polynomu lze najít pomocí základních početních operací a odmocňování. Pokud ne, není to možné. To může (ale nemusí) nastat u polynomů pátého stupně a vyšších, zatímco všechny polynomy stupně nižšího mají své Galoisovy grupy řešitelné. Nejmenší grupa, která není řešitelná, je totiž alternující grupa {\displaystyle A_{5}}, která může být Galoisovou grupou polynomu až pátého stupně.
Galoisův postřeh o souvislosti permutačních grup a s nimi zdánlivě nepodobných algebraických struktur (Galoisově korespondenci) našel později použití i při řešení jiných otázek, než jsou kořeny polynomu, a stal se tak jednou z nejdůležitějších myšlenek moderní algebry.